# Vichlag

Le Vichlag

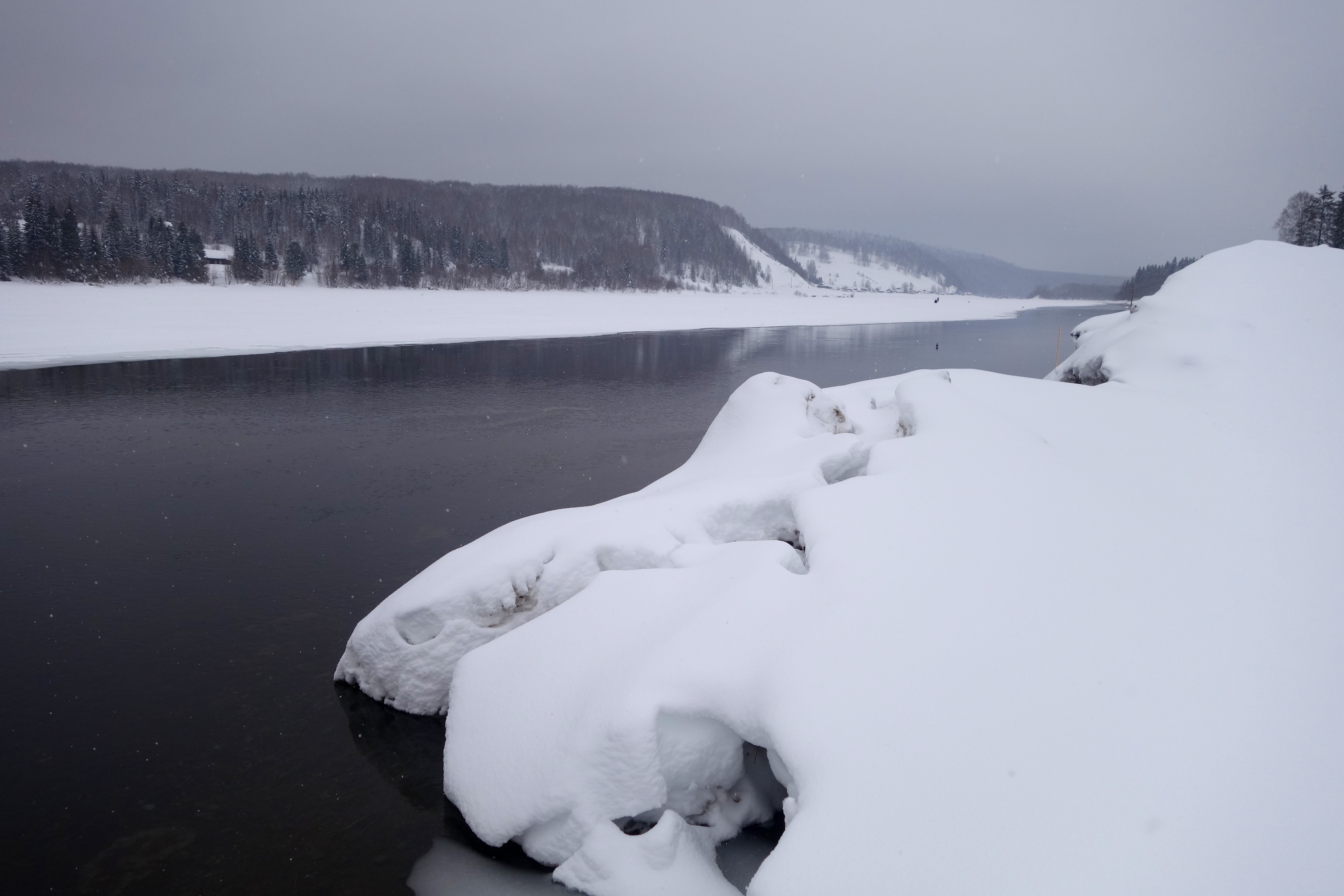
La rivière Vichera en février

Le  Vichlag  ou  Vicherlag ou Vicherski ITL (en russe : Вишлаг/ Вишерский исправительно-трудовой лагерь) était un camp de travail pénitentiaire (ITL) dans le quatrième secteur du SLON , près de la rivière Vichera, dans l'oblast de Perm. Le Vichlag est créé en 1928. Il est fermé le 26 juillet 1934.
L'activité du camp était centrée sur la construction et l'exploitation d'une usine de pâte à papier et l'exploitation du bois grâce à la rivière Vichera qui permet son transport. 
Edouard Berzine, membre de la police secrète (Tcheka), s'est vu confier la direction du camp par Staline en 1926. Il accomplit sa mission avec succès et les 70 000 prisonniers étaient relativement bien traités, selon le témoignage de Varlam Chalamov notamment  dans son ouvrage Vichéra (antiroman). Ce dernier y  a été détenu comme condamné SOE, c'est-à-dire élément socialement dangereux .
Anne Applebaum rapporte que Berzine s'attela à sa mission avec tant d'ardeur qu'un historien du camp parle de son règne comme de l'apogée de la « période romantique » du Goulag. Berzine approuvait ou feignait d'approuver les idées de Gorki sur la réforme des prisonniers. Il organisa des séances de cinéma et de discussion pour ceux-ci, des bibliothèques et des salles à manger de style restaurant. Des jardins, des fontaines et des parcs zoologiques sont installés dans le camp. Un salaire régulier est versé aux détenus et une politique de « libération anticipée pour bon travail » est organisée, en tout cas pour ceux qui travaillent le mieux. Les autres sont envoyés dans la taïga là ou les conditions sont les plus mauvaises et la mortalité la plus élevée .